# Meyer Robert Guggenheim
Meyer Robert Guggenheim (* 17. Mai 1885 in New York City; † 16. November 1959 in Georgetown, Washington, D.C.) war ein US-amerikanischer Geschäftsmann und Diplomat, der als Botschafter der Vereinigten Staaten in Portugal fungierte.
Meyer Robert Guggenheim entstammte der Industriellenfamilie der Guggenheims. Sein Großvater war Meyer Guggenheim, sein Vater Daniel Guggenheim. Sein jüngerer Bruder Harry wurde ebenfalls Diplomat und US-Botschafter auf Kuba. Meyer Robert Guggenheim war insgesamt viermal verheiratet.
Guggenheim diente während des Ersten Weltkrieges in der US Army und erreichte den Rang eines Majors. Anschließend übernahm er einen Vorstandsposten im familieneigenen Unternehmen, der American Smelting and Refining Company. Am 24. Juni 1953 nominierte ihn Präsident Dwight D. Eisenhower als Botschafter der Vereinigten Staaten in Portugal; nach der Bestätigung durch den US-Senat konnte er sein Amt am 12. August desselben Jahres antreten. Er übte seinen Posten in Lissabon bis zum 19. September 1954 aus.